# 阿里亚 (纳瓦拉)
阿里亚（西班牙語：Aria）是西班牙纳瓦拉的一个市镇。总面积8.31平方公里，总人口48人（2022年），人口密度5.78人/平方公里。